# Zinaida Nikolajevna Gippiusová
Zinaida Nikolajevna Gippiusová provdaná Merežkovská, Зинаида Николаевна Гиппиус [Мережковская] (8. listopadu 1869 Beljov, Ruské impérium – 9. září 1945 Paříž) byla ruská symbolistická básnířka, spisovatelka, literární kritička a dramatička.

## Život

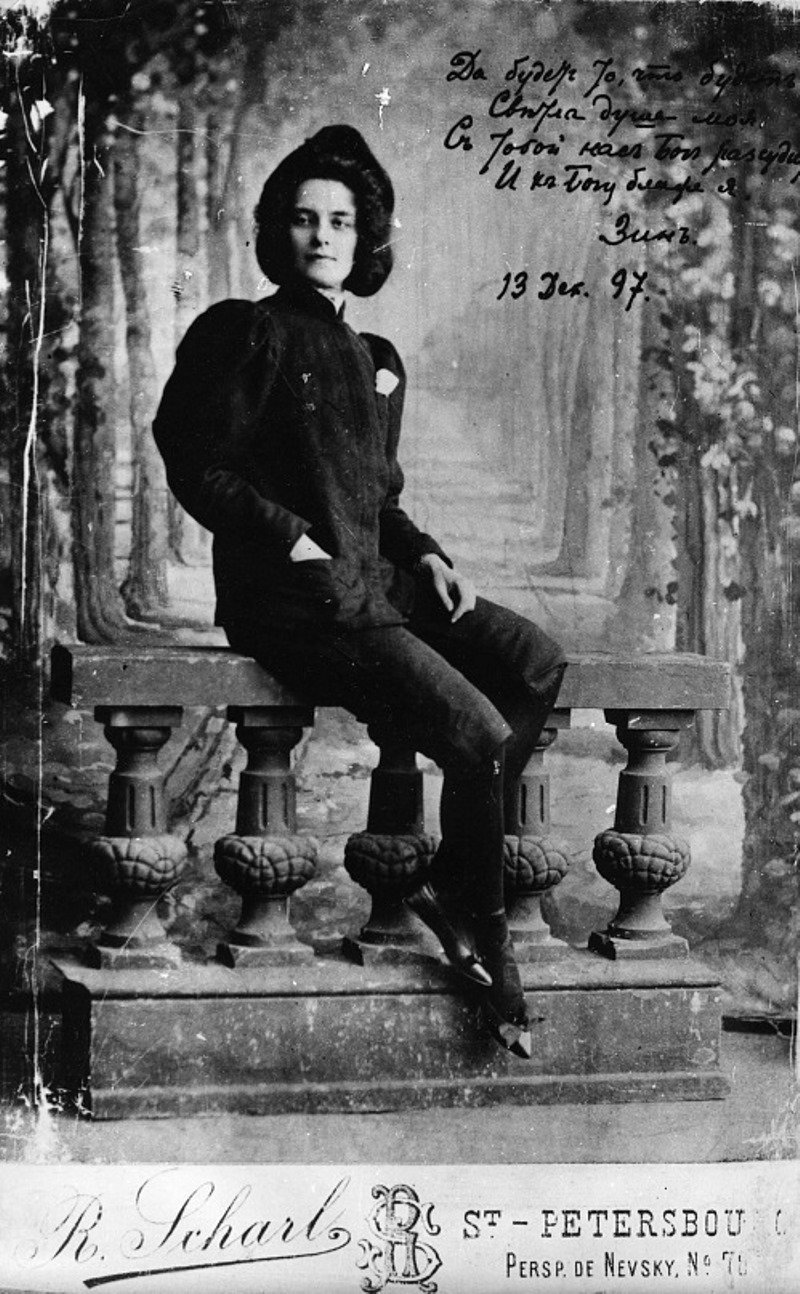
V mužských šatech, 1897

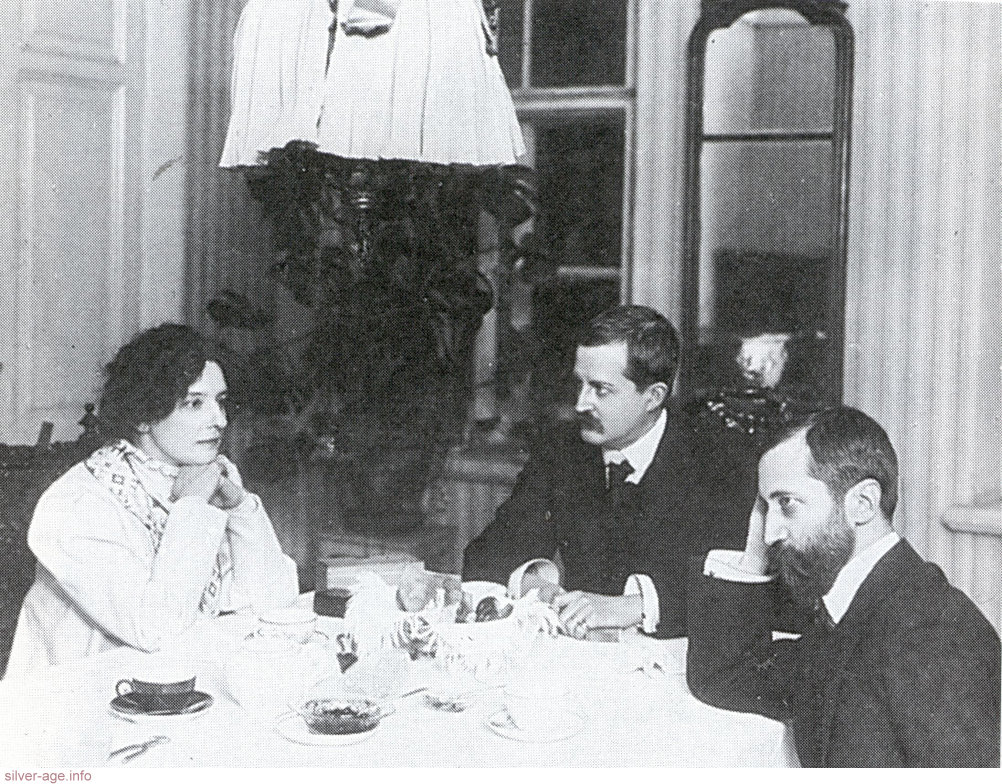
Zinaida Gippiusová, Dmitrij Filosofov, Dmitrij Merežkovskij, asi 1914

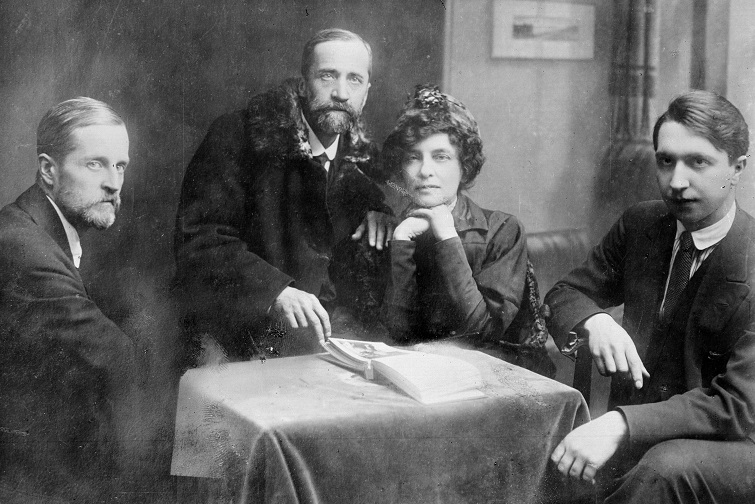
Dmitrij Filosofov, Dmitrij Merežkovskij, Zinaida Gippiusová, Vladimír Zlobin 1919–1920

Narodila se v německé rodině, jejíž předci se usadili v 16. století v Rusku. Její otec Nikolaj Romanovič Gippius (1843–1881) byl právník ve státní službě, její matka Anastasija Vasiljevna Stěpanová (–1903) byla dcerou policejního náčelníka v Jekatěrinburgu. Zinaida měla tři sestry: Annu (1872–1942), Taťánu (1877–1957) a Natálii (1880–1963).
Po přestěhování do Moskvy se záhy projevila u otce začínající tuberkulóza. Rodina se poté často stěhovala, aby pro něho nalezla příhodné podnebí a co nejlepší lékařskou péči. V roce 1881 otec zemřel. Matka poté žila s dcerami v Moskvě, Jaltě a Tiflisu (dnes Tbilisi). Vzhledem k tomuto častému stěhování měla Zinaida nesystematické domácí vzdělání. Velmi se ale zajímala o literaturu, poezii, hudbu, malířství, tanec a jízdu na koni.
V roce 1889 se provdala za spisovatele Dmitrije Sergejeviče Merežkovského. Po svatbě přesídlili do Petrohradu, kde Zinaida vedla ve svém bytě přední literární salon. Jeho návštěvníky byli například: Andrej Bělyj, Nikolaj Berďajev, Alexandr Alexandrovič Blok, Valerij Brjusov, Vjačeslav Ivanovič Ivanov, Vasilij Rozanov, Fjodor Sologub a další. Po revoluci v roce 1905 se Merežkovští stali kritiky carismu; v té době trávili několik let v zahraničí, včetně cest za léčbou zdravotních problémů.
Odsoudili říjnovou revoluci z roku 1917, viděli ji jako kulturní katastrofu, a v roce 1919 emigrovali do Polska. Poté přebývali v Itálii a ve Francii. Pokračovali v publikování a účasti v ruských emigrantských kruzích. Tragédie ruského spisovatele byla v emigraci hlavním tématem pro Merežkovskou, ale také pokračovala ve zkoumání mystických a skrytých sexuálních témat. Smrt manžela v roce 1941 byla pro ni velkou ranou. Zemřela 9. září 1945 v Paříži.

### Tvorba
Se svou první prací debutovala v roce 1888 v symbolistickém časopisu Северный вестник (Severní posel). První literární kritiky jí byly otištěny v časopisu Мир иску́сства (Svět umění) v letech 1899–1901. Spolu s manželem vydávali časopis Новый путь (Nová cesta), ve kterém otiskl své první verše např. Alexandr Blok.

## Dílo

### Próza
- Новые люди (Noví lidé), 1896, povídky
- Зеркала (Zrcadla), 1898, povídky
- Златоцвет (Zlatý květ), 1898
- Третья книга рассказов (Třetí kniha povídek), 1902
- Алый меч (Rudý meč), 1906, povídky
- Чёрное по белому. Пятая книга рассказов. 1908
- Чертова кукла (Čertova loutka), 1911
- Лунные муравьи. Шестая книга рассказов. 1912.
- Роман-царевич. Роман. 1913
- Небесные слова и другие рассказы. Париж. 1921

### Básně
- Cборник стихов (Sebrané básně), 1. díl 1889–1903, vyšlo: 1904, 2. díl 1904–1910, vyšlo 1910
- Последние стихи (Poslední básně), 1914–1918, vyšlo 1918

- Стихи. Дневник 1911—1921. Берлин. 1922
- Сияния, серия Русские поэты. Париж, 1938

### Drama
- Маков цвет (Makový květ), 1908, spoluautoři: Dmitrij Sergejevič Merežkovskij, Dmitrij Filosofov

### Memoáry
- Живыя лица (Živé tváře), 1. díl 1925[1], 2. díl 1926[2]
- Дмитрий Мережкоский (Dmitrij Merežkovskij), 1951
- Петербургские дневники (Petrohradské deníky) 1914–1919, 1982

### Kritika
Pod pseudonymem Anton Krajnij (Антон Крайний/Крайный) vydávala velmi zaujaté kritiky
- Литературный дневник (Literární deník) 1899–1907, výběr kritik, vyšlo 1908

- Синяя Книга. Петербургские дневники 1914–1918. 1929
- Зинаида Гиппиус. Петербургские дневники 1914–1919. Нью-Йорк – Москва, 1990

### Filmové adaptace
- 2004: Зинина прогулка, мультфильм по стихотворению Зинаиды Гиппиус Песня девочки
- 2004: Демон, фильм Irina Jevtěva по мотивам новеллы Зинаиды Гиппиус Принцесса серебряного сада

### České překlady
- Noví lidé: povídky – překlad Jan Stenhart, KDA, svazek 32. Praha: Kamilla Neumannová, 1907
- Jabloně kvetou – in: 1000 nejkrásnějších novel... č. 15; úvod František Sekanina; ze sbírky Novyje ljudi přeložil Jan Stenhart. Praha: J. R. Vilímek, 1911
- Povídky [o novém životě] – přeložil Stanislav Minařík. Hradec Králové: Bohdan Melichar, 1912[3]
- Zlatokvět – překlad Stanislav Minařík. Praha: J. R. Vilímek, 1913
- Makový květ: drama o čtyřech dějstvích – spoluautoři: Dmitrij Sergejevič Merežkovskij, Dmitrij Filosofov; překlad Žofie Pohorecká. Praha: Bedřich Kočí, 1919
- Svatý hřích – překlad Miroslav Staněk. Praha: Havran, 2002, ISBN 80-86515-12-5
- Poslední básně – překlad Jakub Kostelník; doslov napsal Ivo Pospíšil. 1. vyd. Praha: BB art, 2005, ISBN 80-7341-445-7